# Maureen Dowd
Maureen Brigid Dowd (Washington, 14 gennaio 1952) è una giornalista e scrittrice statunitense, opinionista del The New York Times.
Durante gli anni '70 e l'inizio degli anni '80, Dowd ha lavorato per The Washington Star e Time, scrivendo articoli di notizie, sport e servizi. Dowd è entrata a far parte del New York Times nel 1983 come giornalista per la metropoli ed è poi diventata nel 1995 autrice di editoriali.
Nel 1999, Dowd ha ricevuto un Premio Pulitzer per la sua serie di articoli sullo scandalo Clinton-Lewinsky.

## Biografia
Dowd è nata a Wasghington DC, la più giovane di cinque figli.  Sua madre, Margaret "Peggy" (nata Meenehan), era una casalinga e suo padre, Mike Dowd, lavorava come ispettore di polizia di Washington, DC.  Nel 1969, Dowd si diplomò alla Immaculata High School. Nel 1973, si è laureata in inglese presso la Catholic University of America.
Dowd è entrata nel giornalismo nel 1974 come redattrice per il Washington Star, occupandosi prima di sport, poi dei problemi della città, quindi di lungometraggi. Quando lo Star chiuse nel 1981, Dowd lavorò per Time. Nel 1983, Dowd è entrata a far parte del New York Times, occupandosi inizialmente della cronaca cittadina. Nel 1986 è diventata corrispondente nell'ufficio del New York Times  di Washington.
Nel 1991, Dowd ha ricevuto un Breakthrough Award dalla Columbia University.  Nel 1992, è diventata finalista del Premio Pulitzer per la cronaca nazionale, e nel 1994 ha vinto un Matrix Award dalla New York Association for Women in Communications.